# 烟台东、西炮台
烟台东、西炮台，位于山东省烟台市芝罘区岿岱顶、通伸岗。1992年6月12日，烟台东、西炮台被公布为山东省文物保护单位。2013年3月5日，烟台西炮台被公布为第七批全国重点文物保护单位，而烟台东炮台仍为省级文物保护单位。